# Національний заповідник Лос-Фламенкос
Національний резерв Лос-Фламенкос (ісп. Reserva Nacional Los Flamencos) — заповідник в пустелі Атакама, на території комуни Сан-Педро-де-Атакама, регіону Антофаґаста, Чилі. Заповідник був заснований в 1990 році та має площу 739,86 км². Його територія розділена на сім секторів, розташованих на різній висоті, кожен з особливими кліматичними умовами. Кожний із секторів має характерний для нього рослинний і тваринний світ. Деякі місця заповідника мають і археологічну важливість, оскільки в них знаходяться сліди доколумбових селищ (наприклад, поселення Тулор).
Ця територія складається з двох соляних рівнин: Салар-де-Тара, розташована за 120 кілометрів на схід від Сан-Педро-де-Атакама та за 440 кілометрів на північний схід від Антофагасти, і Салар-де-Агуас-Кальєнтес, що досягає висоти до 4860 метрів над рівнем моря.